# Nampan
Nampan is een bestuurslaag in het regentschap Ponorogo van de provincie Oost-Java, Indonesië. Nampan telt 1103 inwoners (volkstelling 2010).